# Pectiniseta similis
Pectiniseta similis är en tvåvingeart som beskrevs av Adrian C. Pont 1972. Pectiniseta similis ingår i släktet Pectiniseta och familjen husflugor. Inga underarter finns listade i Catalogue of Life.